# Lipping Å
Lipping Å, Lepping Å (dansk) eller Lippingau (tysk) er en 13,7 km lang å beliggende i det nordøstlige Angel i Sydslesvig. Administrativt ligger åen i Slesvig-Flensborg kreds i delstaten Slesvig-Holsten i det nordlige Tyskland. Åen udspringer et sted ved Sørupskov, Skovby og Mølmark, løber nord om Sterup og passerer bl. a. Kalvevad (Kallewatt), Østerholm, Skadelund (Schadelund) og Stubdrup, løber nordvest om Nisvrå, drejer ved Lipping mod øst, passerer Snogholm (Schnogholm), inden den munder mellem Østergård og Udmarkhav (Ohrfeldhaff) ud i Gelting Bugt/Østersøen. En strækning på 2,3 km mellem Sørupskov og Berristoft er rørlagt. Åen har tilløb af Sterupbæk, Boltoft Å, Boddeskule, Eskeris Møllestrøm, Stavsmark Å og Sydstenbjerg Å. Den danner delvis kommunegrænsen mellem Sterup og Stenbjergkirke samt sognegrænsen mellem Stenbjerg og Eskeris Sogn.
Åens navn er første gang dokumenteret 1574. Navnet henviser til en forhenværende landsby syd for åen. På samme sted er der nu en enkel gård. Navnet forekommer som bebyggelsesnavn både paa svensk og nederlandsk område (Lippinge) samt som forhenværende flodnavn i England (i Leicestershire). Navnet kan være afledt af oldn. leppr (≈klud, lap) eller gada. lippa (≈læbe) som betegnelse for et buede vandløb, bugtede løb eller kan være en tidligere betegnelse for en nærliggende sø. En afledning af personnavnet Lippæ er usandsynlig.
Vandløbet kaldtes tidligere også for Svensbæk (Swensbeck). Under Treårskrigen løb demarkationslinjen syd om Lipping Å og hen imod Tønder.